# Súdwest-Fryslân
Súdwest-Fryslân (en neerlandés Zuidwest-Friesland), es un municipio de la región de Zuidwest-Friesland en la provincia de Frisia en los Países Bajos. En 2013 tenía una población de 82.656 habitantes ocupando una superficie de 813,14 km², de los que 381,02 km² corresponden a la superficie ocupada por el agua por 432,12 km² de tierra, con una densidad de población de 191 h/km².  
El municipio se creó el 1 de enero de 2011 por la fusión de cinco antiguos municipios:  Bolsward, Nijefurd, Sneek, Wonseradeel y Wymbritseradeel. Por superficie es el municipio más grande de los Países Bajos. Cuenta con sesenta y nueve núcleos de población oficiales y sesenta y tres aldeas, incluyendo seis de las once ciudades históricas de Frisia: Sneek, IJlst, Stavoren, Hindeloopen, Workum y Bolsward. La sede del gobierno municipal se encuentra en Sneeck, con algo más de 30.000 habitantes. Los nombres oficiales son los neerlandeses, excepto para Ysbrechtum e it Heidenskip donde el nombre oficial es el frisón. 

## Galería

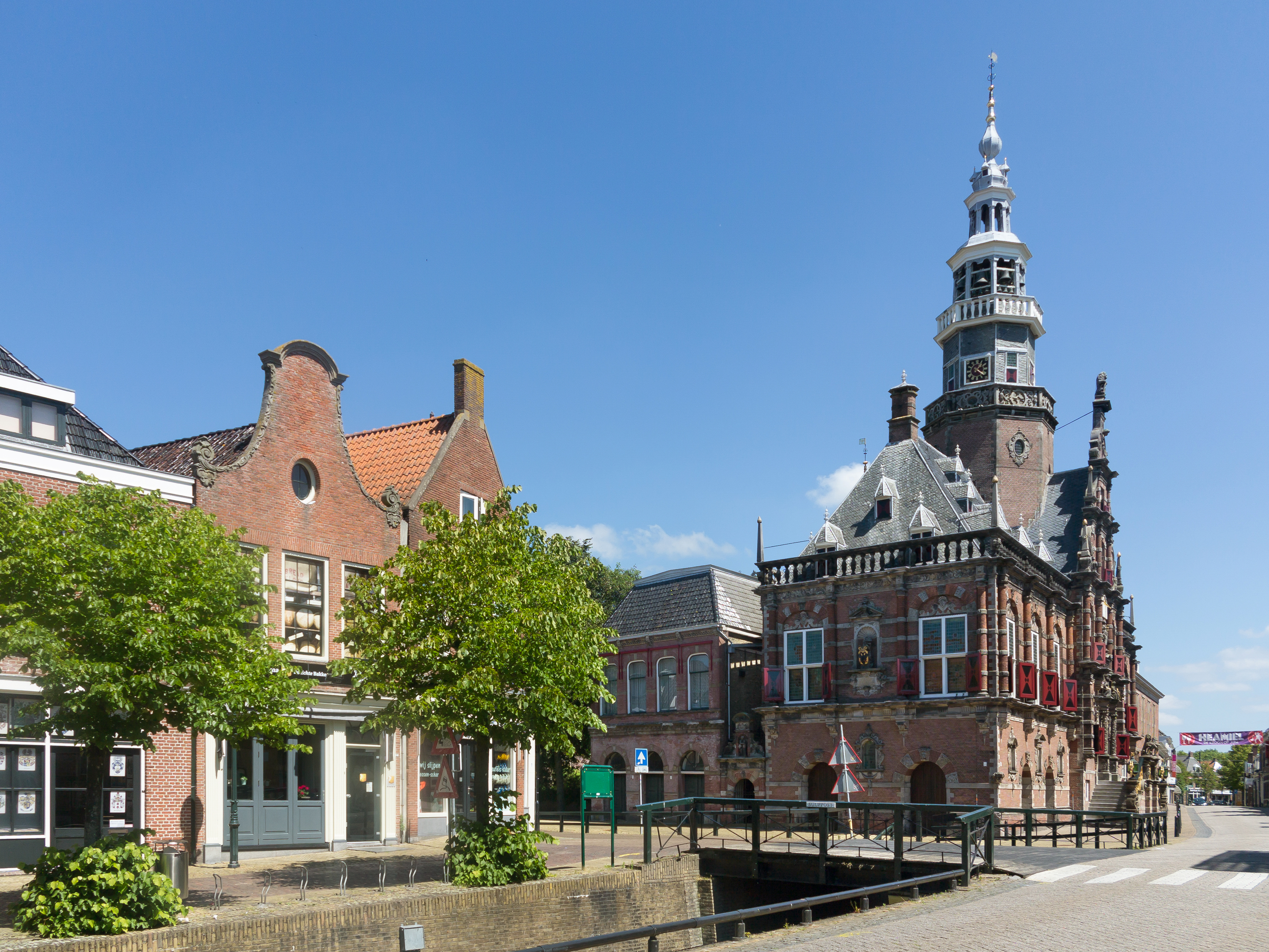
Bolsward, el ayuntamiento en la calle
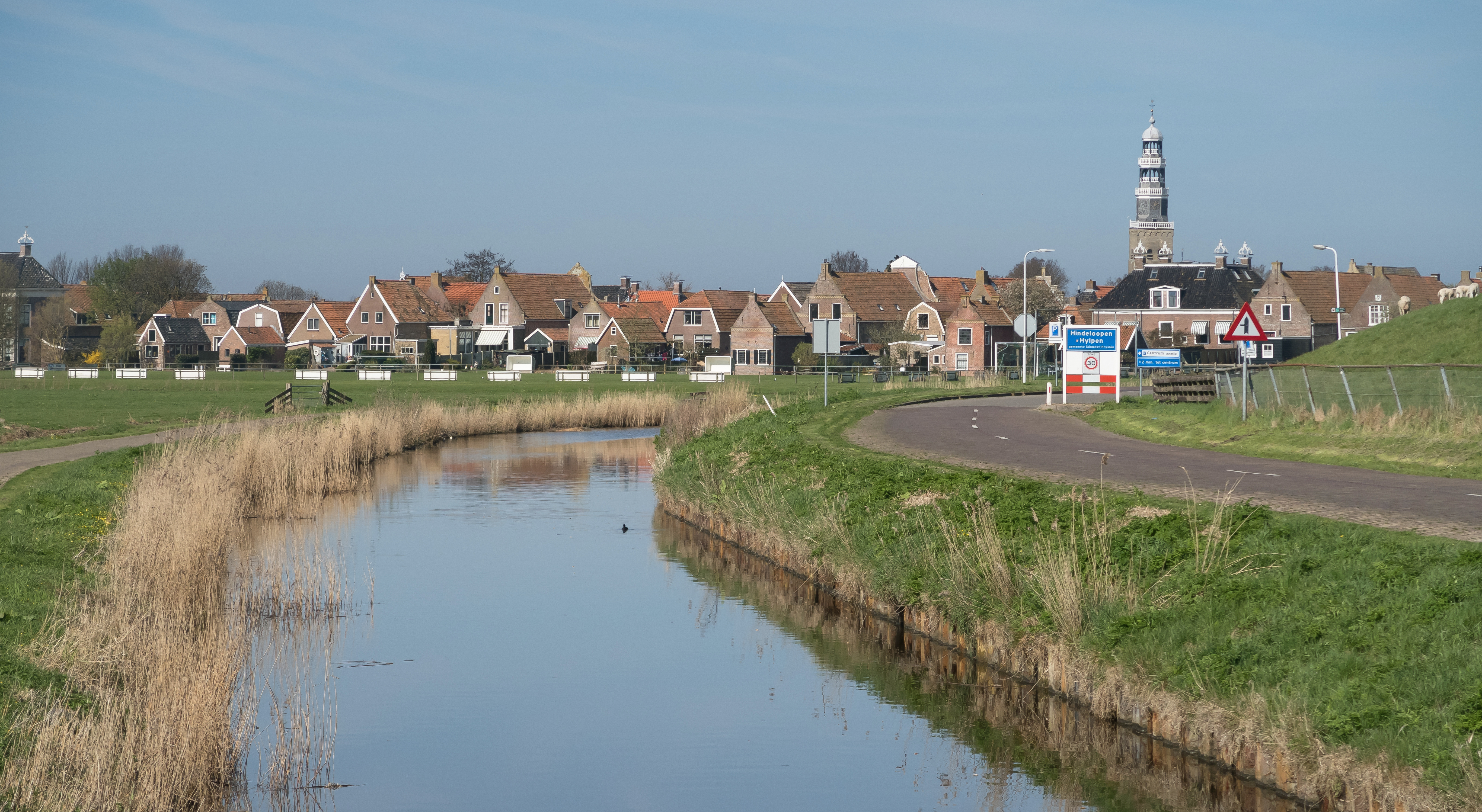
Hindeloopen, vista del pueblo
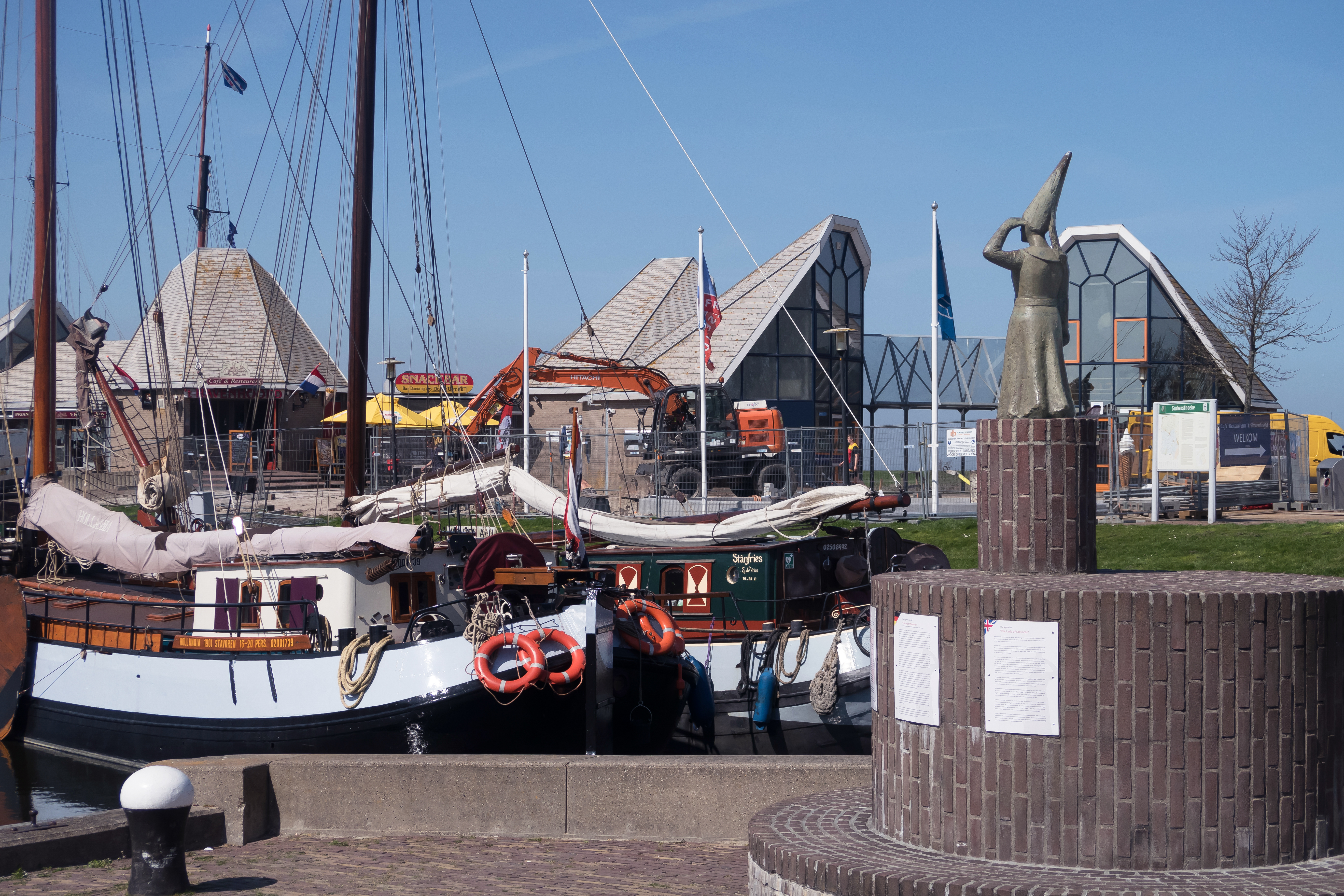
Stavoren, la estatua de la Dama de Stavoren
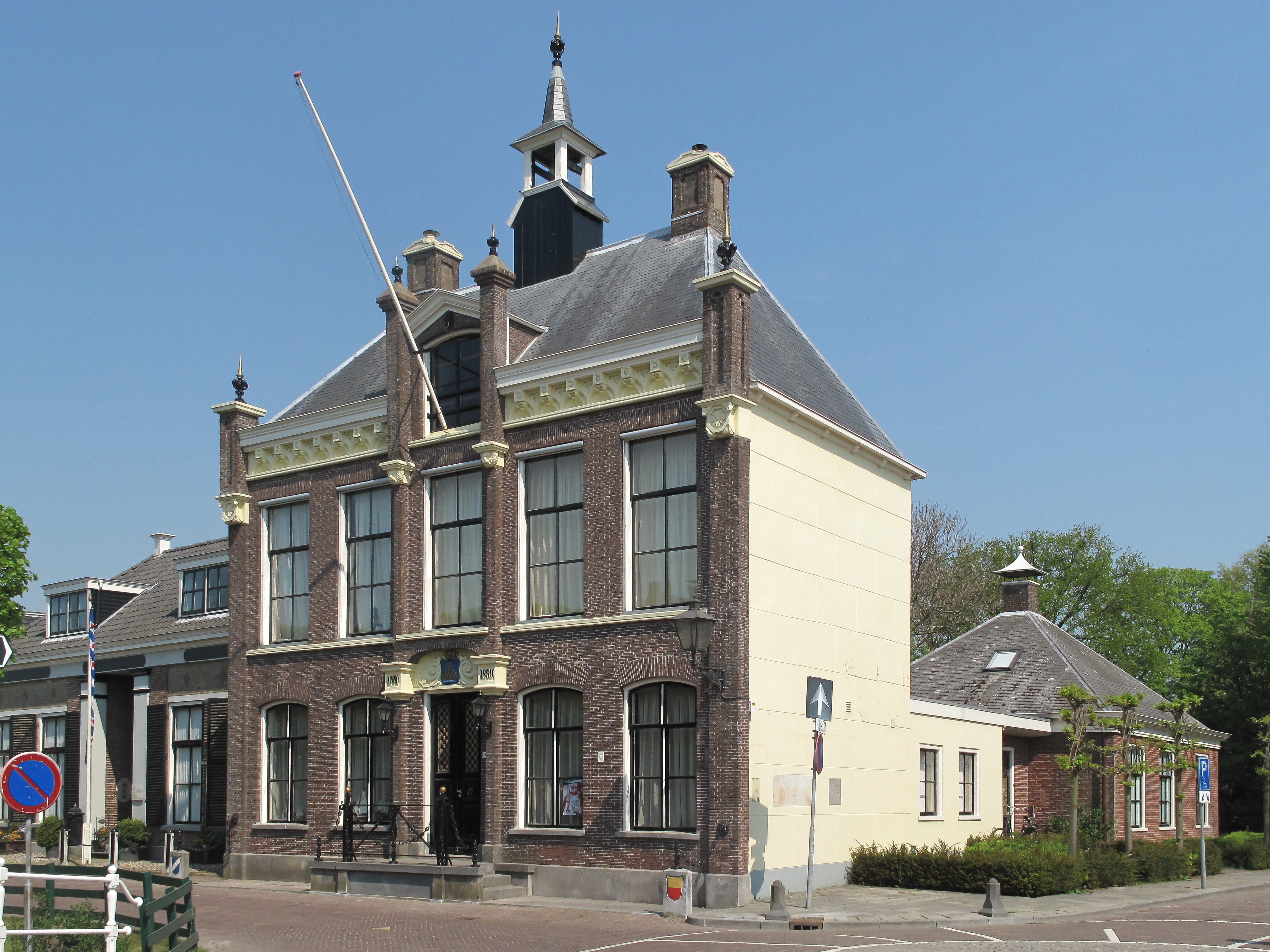
IJlst, el antiguo ayuntamiento
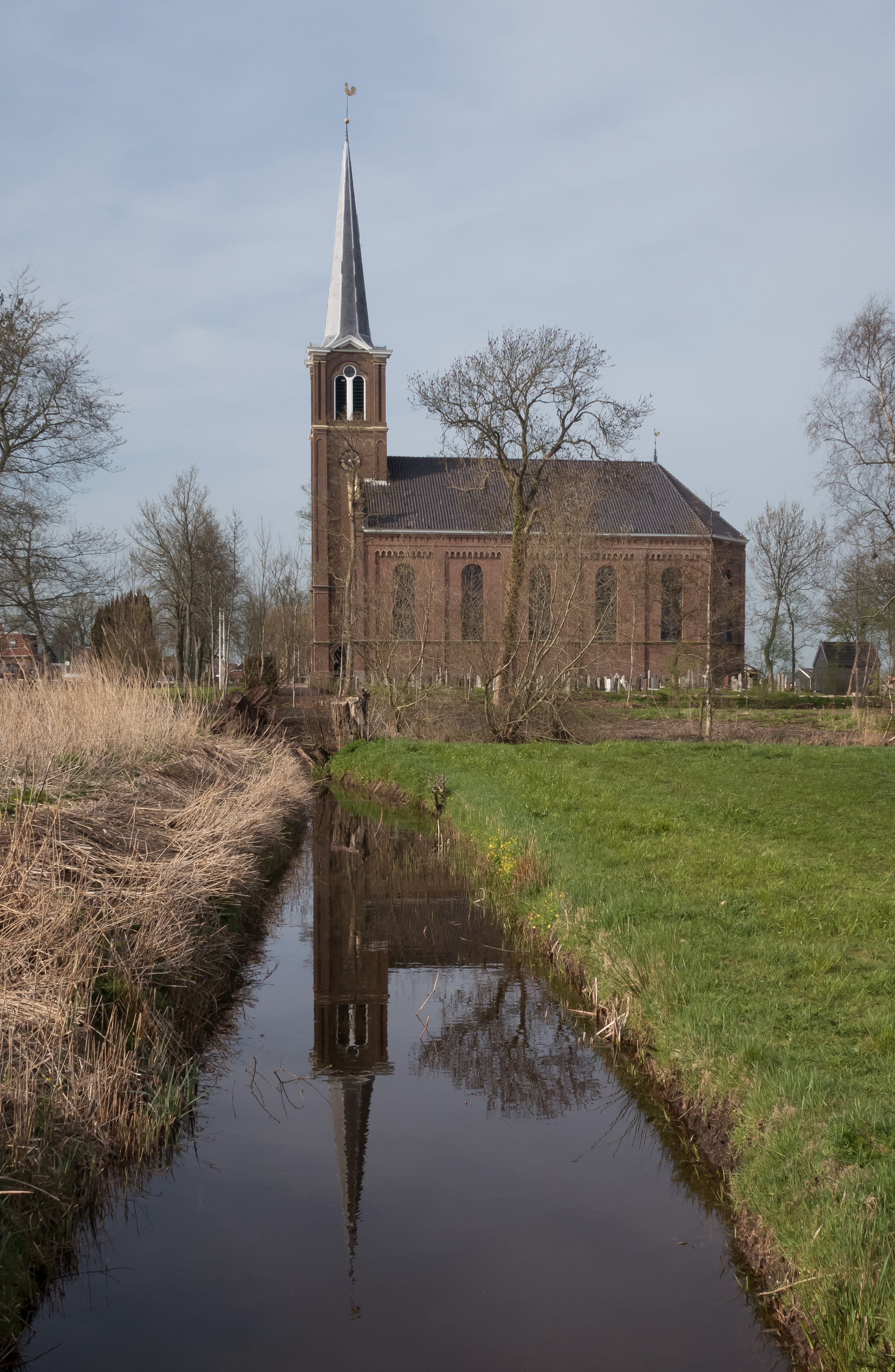
Hommerts, la iglesia: de Johannes de Doperkerk
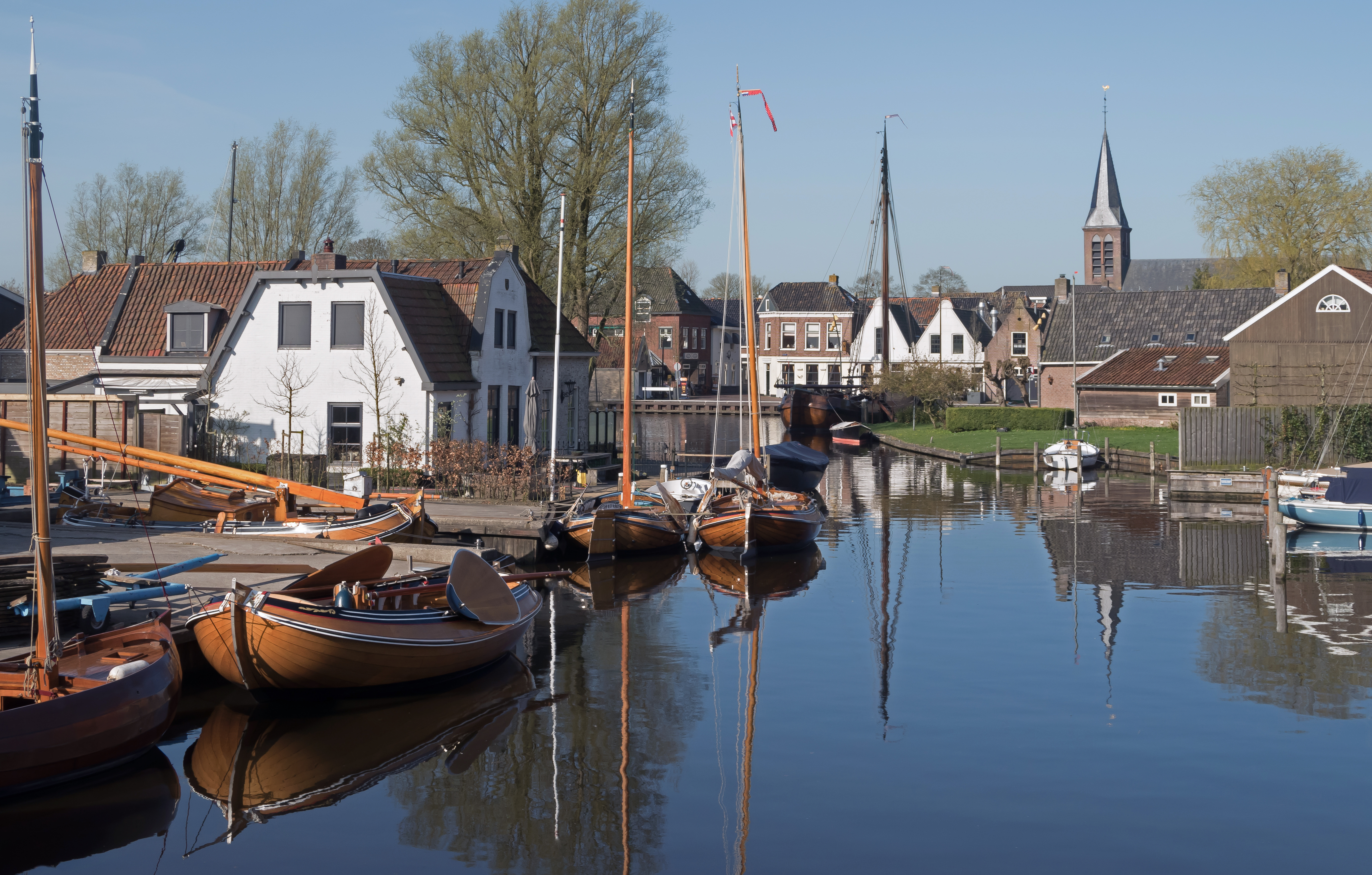
Heeg, vista del pueblo desde It Eilan